# Odontotarsiellus
Odontotarsiellus is een geslacht van wantsen uit de familie van de Scutelleridae (Pantserwantsen). Het geslacht werd voor het eerst wetenschappelijk beschreven door Hoberlandt in 1955.

## Soorten
Het genus is monotypisch en bevat alleen de volgende soort:

- Odontotarsiellus esfandiarii Hoberlandt, 1955